# Sandra Farmer-Patrick
Sandra Marie Farmer-Patrick, jamajško-ameriška atletinja, * 18. avgust 1962, Spanish Town, Jamajka.
Od leta 1989 je tekmovala za ZDA. Nastopila je na poletnih olimpijskih igrah v letih 1984, 1992 in 1996, leta 1992 je osvojila srebrno medaljo v teku na 400 m z ovirami, leta 1984 osmo mesto, leta 1996 pa je bila diskvalificirana zaradi dopinga. Na svetovnih prvenstvih je v isti disciplini osvojila srebrno medaljo leta 1993, kot tudi na panameriških igrah leta 1987.